# Erzgebirgskrimi – Die Tränen der Mütter
Die Tränen der Mütter ist ein deutscher Fernsehfilm von Constanze Knoche aus dem Jahr 2024. Es handelt sich um die neunte Episode der ZDF-Kriminalfilmreihe Erzgebirgskrimi mit Kai Scheve als Robert Winkler, Lara Mandoki als Karina Szabo und Teresa Weißbach als Saskia Bergelt in den Hauptrollen. Der Film wurde am 20. Januar 2024 in der ZDF-Mediathek veröffentlicht und am 27. Januar im ZDF zum ersten Mal ausgestrahlt.

## Handlung
Der junge Timo Barthel wird beim Radfahren im Wald in der Nähe der deutsch-tschechischen Grenze durch ein Seil, das zwischen Bäumen gespannt ist, zu Fall gebracht und danach erschlagen. Winkler und Szabo überbringen die traurige Nachricht Timos Mutter. 
Der Verdacht fällt auf das „Holzweibel“ Tanja Rossner, eine seltsame Einsiedlerin, die in einem alten Bus allein im Wald lebt und Timos Leichnam blumengeschmückt auf einem Holzstapel aufgebahrt hat. Bald ergeben sich weitere Verdachtsgründe. Timo hat mit Unterstützung durch seinen Kumpel Jens einen Dance-Club betrieben, in dem mit Drogen (Crystal Meth) gehandelt wird. Jens gibt an, Timo habe Schwarzgeld vereinnahmt und die Bücher des Clubs frisiert. Außerdem habe er Stress gehabt mit dem gewalttätigen Niklas wegen dessen Freundin Doreen. Jens verweist zudem auf einen Tschechen, der mit Drogen dealt, sich wenig später aber als tschechischer Undercover-Drogenfahnder entpuppt. Die Kommissare ermitteln weiter und übernachten in der Ferienwohnung des Bürgermeisters und seiner Frau, die widersprüchliche Angaben zum Verbleib ihrer Tochter Kim, Timos Ex-Freundin, machen. Die Försterin Saskia Bergelt sucht das Gespräch mit dem Holzweibel und findet heraus, dass sich die Frau in den Wald zurückgezogen hat, um den Tod ihres Sohnes zu betrauern. Er starb im Winter bei einem Skiunfall, weil der Unfallverursacher keine Hilfe leistete. Der Schuldige konnte nicht ermittelt werden.
Es wird entdeckt, dass Timo in der Nähe seiner Datsche ein kleines Drogenlabor eingerichtet hatte, von dem Jens gewusst hat. Jedoch hat er dies nicht angezeigt, weil Timo ihn erpresste. Nur Timo wusste, dass Jens der Verursacher des tödlichen Skiunfalls im Winter war. Als das Holzweibel davon erfährt, will sie Rache nehmen und entführt Jens, um ihn lebendig im Wald zu begraben. Doch er zeigt Reue und sie lässt ihn gehen. – Die Kommissare finden heraus, dass Timos Ex-Freundin Kim vor Kurzem in eine psychiatrische Klinik gebracht wurde wegen einer drogeninduzierten Paranoia. Kims Mutter gesteht daraufhin den Mord. Sie hatte die Auskunft erhalten, dass Kims wahnhafter Zustand wahrscheinlich dauerhaft sein würde und Timos Drogen dafür verantwortlich waren. Daraufhin konfrontierte sie ihn damit. Doch er wurde frech und beleidigend, und sie beschloss, das Recht in die eigene Hand zu nehmen.
Auch das Beziehungsleben der Kommissare entwickelt sich. Nach einem halb dienstlichen, halb privaten Abend im Dance-Club verbringt Szabo die Nacht mit dem Drogenfahnder und Winkler mit der Försterin.

## Hintergrund
Der Film wurde in der Zeit vom 4. Mai 2023 bis 6. Juni 2023 in und um Altenberg im Osterzgebirge gedreht.

## Rezeption

### Kritik
Bei Film-Rezensionen.de bedauert Oliver Armknecht, dass diesmal im Film nur wenige erzgebirgstypische Aspekte vorkommen und echte Kontroversen um die Drogenproblematik eher gemieden werden, schätzt die Episode ansonsten aber als „grundsolide“ ein und wegen der erzählten tragischen Verluste als mehr zu Herzen gehend als andere Teile dieser Filmreihe.
Bei Prisma hebt Elisa Eberle die Vielschichtigkeit des Krimis hervor und die dort eingefangene „mystische Atmosphäre des teils nebligen Erzgebirges“ sowie die Schauspielkunst von Maria Simon bei der Darstellung der verbitterten und trauernden Einsiedlerin, des „Holzweibels“.

### Einschaltquote
Bei der Erstausstrahlung von Erzgebirgskrimi – Die Tränen der Mütter am 27. Januar 2024 verfolgten in Deutschland insgesamt 6,55 Millionen Zuschauer die Filmhandlung, was einem Marktanteil von 25,3 Prozent für das Zweite Deutsche Fernsehen entsprach. In der als Hauptzielgruppe für Fernsehwerbung deklarierten Altersgruppe von 14–49 Jahren erreichte Erzgebirgskrimi – Die Tränen der Mütter 0,43 Millionen Zuschauer und damit einen Marktanteil von 8,0 Prozent in dieser Altersgruppe.